# Monodendri (Ioannina)
Monodendri (Grieks: Μονοδένδρι) is een dorp in de Griekse bestuurlijke regio (periferia) Epirus. Het maakt deel uit van de deelgemeente Kentriki Zagori, fusiegemeente (dimos) Zagori en bevindt zich 41 kilometer ten noorden van de stad Ioannina. Monodendri bevindt zich op 1.060 meter boven zeeniveau.

## Geschiedenis
De naam "Monodendri" werd gebruikt vanaf het begin van de 19de eeuw. Ze betekent letterlijk "één boom" ofwel "eenzame boom" en verwijst naar een zeer grote boom waarvan in 1910 nog overblijfselen aanwezig waren.

## Architectuur
De huizen in het dorp zijn gebouwd volgens traditionele bouwmethoden uit alleen natuursteen; nieuwe woningen mogen enkel worden gebouwd ter vervanging van bestaande panden en dienen wederom met dezelfde materialen te worden vervaardigd.
Vlak bij het dorp bevindt zich het historische Klooster van Sint Paraskevi, gebouwd op de rand van de Vikoskloof. Dit klooster werd opgericht in 1412 door Michael Voevodas Therianos en de inwoners van Vitsa, tijdens de heerschappij van Carlo I Tocco. Het was eigendom van het Klooster van St. Elias maar werd aangepast naar een nonnenklooster in 1778. Vanuit Monodendri is het klooster te voet in zo'n 15 minuten te bereiken.
Vanwege de traditionele uitstraling en het spectaculaire uitzicht, met name vanaf het klooster, trekt Monodendri vooral tijdens de Kerstperiode enig toerisme aan.